# Luca Marinelli

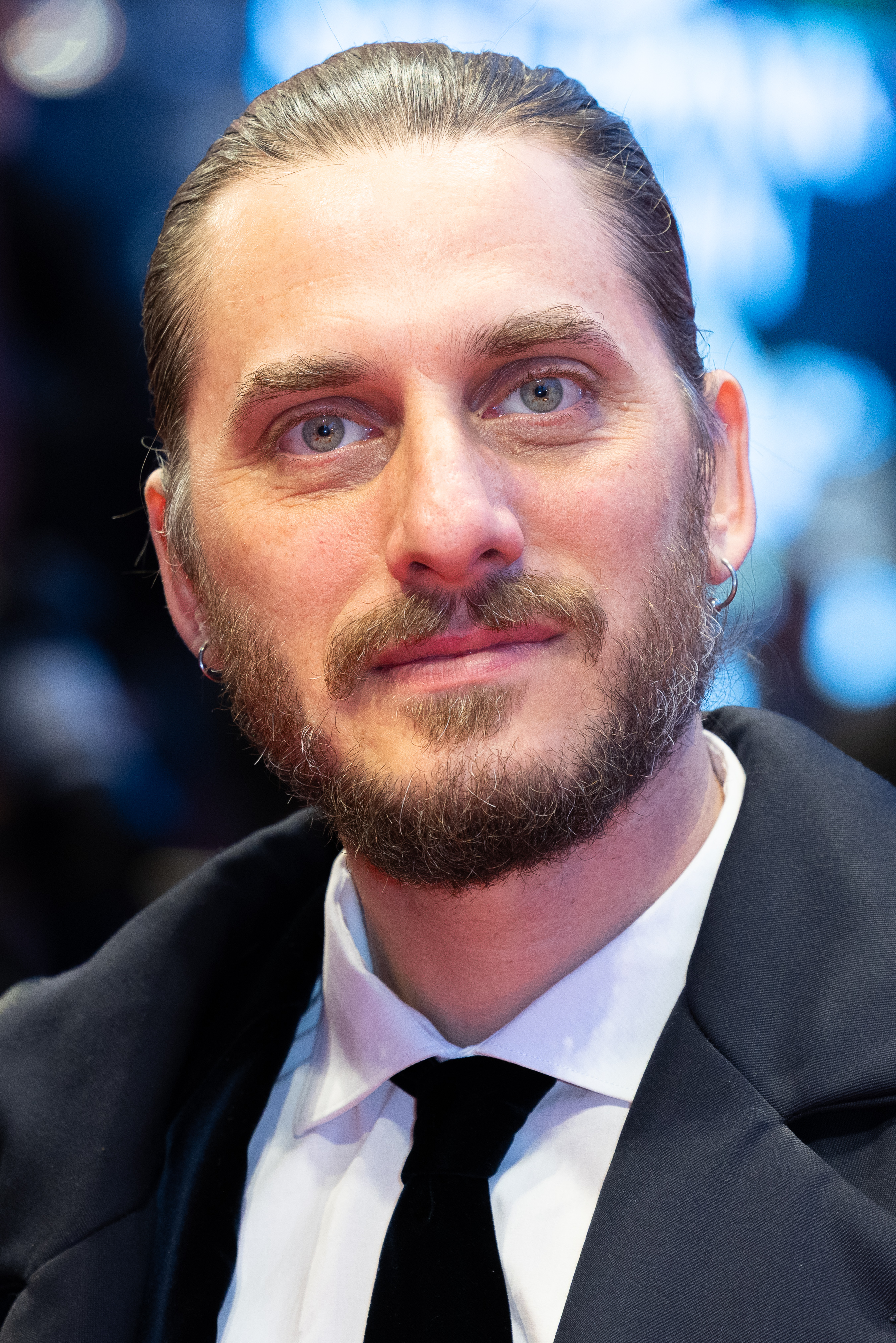
Luca Marinelli, 2025

Luca Marinelli (* 22. Oktober 1984 in Rom) ist ein italienischer Schauspieler.

## Leben
Marinellis Vater war im Filmgeschäft als Synchronsprecher aktiv. Mit seiner Großmutter schaute er gemeinsam die Klassiker des italienischen Nachkriegskinos wie Fahrraddiebe von Vittorio De Sica und Man nannte es den großen Krieg von Mario Monicelli. So wurden Nino Manfredi, Vittorio Gassman und Marcello Mastroianni seine künstlerischen Vorbilder. Luca Marinellis erste Schritte beim Film begannen als Junge ebenfalls im Synchronstudio. Gemeinsam mit seinem Cousin sprach er einen der Neffen von Micky Maus in einer italienischen Synchronfassung. In Rom absolvierte er das „Liceo Cornelio Tacito succursale“, ein humanistisches Gymnasium (Liceo classico). 2003 besuchte er, nach dem Abitur, einen Kurs für Drehbuch und Schauspiel bei dem Drehbuchautor und Schriftsteller Guillermo Glanc. Ab 2006 studierte er Schauspiel an der Accademia Nazionale d’Arte Drammatica Silvio D’Amico, wo er 2009 mit dem Schauspieldiplom abschloss.
Während seines Studiums spielte er bereits Theater; auch nach seinem Abschluss war er als Theaterschauspieler tätig. In den Spielzeiten 2009/10 und 2011/12 spielte er die Rollen Nick Bottom/Pyramus in Shakespeares Komödie Ein Sommernachtstraum an verschiedenen italienischen Theatern (u. a. Teatro Pubblico Pugliese, Teatro Vascello in Rom, Teatro Franco Parenti in Mailand) in einer Produktion des Teatro stabile delle Marche unter der Regie von Carlo Cecchi.
Seine erste Filmrolle spielte er in dem italienischen Filmdrama Die Einsamkeit der Primzahlen (2010) unter der Regie von Saverio Costanzo. Marinelli (der für diese Rolle über 16 Kilo zunehmen musste) verkörperte darin den „verstörten“ und „introvertierten“ Mattia Balossino, der von Schuldgefühlen wegen des Todes seiner von ihm allein gelassenen Schwester geplagt wird. In dem italienischen Science-Fiction-Film L’ultimo terrestre (2011; The Last Man on Earth) spielte er als Roberta eine Transfrau. In dem deutsch-italienischen Fernsehfilm Ihr Name war Maria (2012) spielte er, an der Seite von Alissa Jung, die biblische Gestalt von Marias Verlobtem Josef. In der romantischen italienischen Liebeskomödie Tutti i santi giorni (2012; Every Blessed Day) hatte er die männliche Hauptrolle inne, den Nachtportier Guido Caselli, einen leidenschaftlichen Liebhaber klassischer Literatur und antiker Geschichte. In der italienisch-französischen Koproduktion La Grande Bellezza – Die große Schönheit (2013) hatte er, unter der Regie von Paolo Sorrentino, eine kleinere Rolle als Andrea. Er verkörperte einen an psychischen Problemen leidenden jungen Mann, der schließlich Suizid begeht. In dem italienischen Spielfilm Non essere cattivo (2015; Don’t Be Bad), dem letzten Film von Claudio Caligari, spielte er eine der beiden männlichen Hauptrollen. Er verkörperte in dieser, oft an die Filme Pasolinis erinnernden, in den 1990er Jahren spielenden Geschichte über die Freundschaft zweier junger römischer Männer, die Rolle des Protagonisten Cesare, der sozial immer tiefer absinkt, nachdem die Freundschaft der beiden Männer distanzierter wird.
Im Januar 2016 hatte er in dem ZDF-Zweiteiler Die Pfeiler der Macht eine der Hauptrollen. Er spielte den „durchtriebenen“ und „skrupellosen“ südamerikanischen Geschäftsmann und „Latino-Libertin“ Mickey Miranda. Tittelbach.tv schrieb von einem „vorzüglichen“ Spiel Marinellis.
2013 war Marinelli für seine Rolle in Tutti i santi giorni als bester Schauspieler für den David-di-Donatello-Preis (David di Donatello per il miglior attore protagonista), den Nastro d’Argento (Nastro d’argento al migliore attore protagonista) und den Globo d’oro (Globo d’oro al miglior attore) nominiert.
2020 wurde er in die Wettbewerbsjury der 70. Internationalen Filmfestspiele Berlin berufen.
2025 wird er in dem Computerspiel Death Stranding 2: On the Beach die Rolle des Neil übernehmen.
Marinelli lebt in Berlin und Rom. Er ist mit der Schauspielerin und Ärztin Alissa Jung verheiratet.

## Filmografie (Auswahl)
- 2010: Die Einsamkeit der Primzahlen (La solitudine dei numeri primi)
- 2011: L'ultimo terrestre (The Last Man on Earth)
- 2012: Ihr Name war Maria (Maria di Nazaret)
- 2012: Tutti i santi giorni (Every Blessed Day)
- 2013: Nina
- 2013: Waves
- 2013: La Grande Bellezza – Die große Schönheit (La grande bellezza)
- 2015: Tu nichts Böses (Non essere cattivo)
- 2015: Sie nannten ihn Jeeg Robot (Lo chiamavano Jeeg Robot)
- 2016: Die Pfeiler der Macht (Fernsehzweiteiler)
- 2016: Slam
- 2018: Eine private Angelegenheit (Una questione privata)
- 2019: Martin Eden
- 2020: The Old Guard
- 2021: Diabolik
- 2022: Acht Berge (Le otto montagne)
- 2024: M. Il figlio del secolo (Miniserie)
- 2025: Paternal Leave
- 2025: The Old Guard 2

## Auszeichnungen
- 2019: Internationale Filmfestspiele von Venedig – Coppa Volpi in der Kategorie Bester Darsteller für Martin Eden[15]